# 奥萨尔·汤普森
奥萨尔·XLNC·汤普森（Ausar XLNC Thompson，2003年1月30日—），是美国职业篮球运动员，司职得分后卫，在2023年NBA选秀大会上被底特律活塞队以首轮第五顺位选中。他是另一名NBA球员阿门·汤普森的同卵双胞胎弟弟。

## 早期生活
奥萨尔汤普森出生于加州的圣利安住，比双胞胎哥哥阿门汤普森晚一分钟出生，他们共用一个中间名“XLNC”，发音为excellence（意为卓越），这赋予了他们力量感。他的大哥Troy Jr.在普雷里维尤农工大学的校队，而他的叔叔马克·汤普森在1992年夏季奥林匹克运动会上代表牙买加参加了400米跨栏项目。奥萨尔和阿门在他们父亲的指导下7岁开始练习篮球，并将勒布朗詹姆斯视为偶像。汤普森兄弟从七年级便开始在家自学以专注于篮球训练。

## 高中生涯
进入八年级后，汤普森一家搬到佛罗里达州劳德代尔堡，这样他就可以和哥哥提前一年在Pine Crest School高中打球。在这个赛季，奥萨尔汤普森场均可以得到17.3分，6.3篮板，2.6助攻，在赛季结束后进入了全县最佳第二阵容。进入高三赛季，他场均得到22.6分，7.2篮板，3.4助攻，帮助球队赢得了州立4A级锦标赛冠军。赛季结束后被《Sun Sentinel》报社提名进入布劳沃德县杰出阵容，并和双胞胎哥哥共享了布劳沃德县年度最佳队友的荣誉。

### 招聘
奥萨尔汤普森被多家体育媒体评为五星高中生，阿拉巴马大学、亚利桑那州立大学、奥本大学、亚利桑那大学、堪萨斯大学等其他学校向他发出橄榄枝，但奥萨尔选择跳过大学并直接进入职业联赛。

## 职业生涯

### 精英队（2021–2022）
2021年5月5日，汤普森兄弟跳过高中赛季与Overtime Elite(OTE)联盟签订了两年的合约。在2021-22赛季，奥萨尔加入精英队，带领球队与OTE联赛中的其他两支队伍以及许多预科学校和研究生院校比赛，场均可以得到14.7分，8.2篮板，3.0助攻，2.2封盖，赛季末赢得了联赛冠军并获得了FMVP。

### 城市收割者队（2022–2023）
2022-23赛季，奥萨尔加盟哥哥阿门所在的城市收割者队并担任队长。在赛季中，他多次获得周最佳球员的荣誉，常规赛结束后，奥萨尔以场均16.3分、7.1个篮板、6.1次助攻、2.4次抢断的数据被评为OTE联盟MVP并入选All-OTE第一阵容，并带领收割者队以三比零横扫对手夺得联赛冠军，再次获得FMVP。

2023年4月21日，奥萨尔汤普森宣布参加2023年NBA选秀，录像分析师和众多球探认为他是前10顺位的新秀。

### 底特律活塞队（2023 年至今）
底特律活塞队在2023 年 NBA 选秀中用第五顺位选中了奥萨尔，在哥哥阿门的后一位被选中。汤普森兄弟是NBA选秀历史上第一对同年在前5顺位被选中的双胞胎。